# 莫倫蘭登
莫倫蘭登（荷蘭語：Molenlanden，荷蘭語發音：[ˈmoːlə(n)ˌlɑn.də(n)]）是荷蘭南荷蘭省的一個市镇，成立於2019年1月1日，由原市鎮希森兰登及莫伦瓦尔德合併而成。
世界遺產小孩堤防位於該市鎮。